# Трахтенберг, Александр (издатель)
Александр Трахтенберг (англ. Alexander Trachtenberg; 1884—1966) — американский издатель радикальной политической литературы, основатель и управляющий издательства International Publishers в Нью-Йорке. Он был активистом Социалистической партии Америки, а позднее Коммунистической партии США. На протяжении более восьми десятилетий его International Publishers была издательским подразделением американского коммунистического движения. Он был членом Центрального контрольного комитета Компартии. В период маккартизма Трахтенберг дважды подвергался судебному преследованию и был осужден по закону Смита; приговоры были отменены, первый из них был опровергнут государственным свидетелем, а второй — решением Окружного апелляционного суда США в 1958 году.

## Биография

### Ранние годы
Александр Лео Трахтенберг, позднее известный в дружеском кругу как «Алекс» или «Трахти» (англ. Trachty), родился 23 ноября 1885 года в семье этнических евреев в городе Одесса, в Черте оседлости Российской империи.
Трахтенберг присоединился к радикальному движению, обучаясь на электротехническом факультете Одесского университета по специальности «инженер» (1902—1904). Во время Русско-японской войны Трахтенберг был призван в русскую армию. За службу он получил Крест ордена Святого Георгия и дослужился до звания капитана.
Вскоре после возвращения домой, в конце лета 1905 года, Трахтенберг был арестован и помещен в тюрьму на год в разгар периода политических протестов. Во время русской революции 1905 года Трахтенберг избежал погромов в 1905 и 1906 годах. Вскоре после освобождения в 1906 году он присоединился к еврейской и политической эмиграции в Соединенные Штаты.
Трахтенберг прибыл в Нью-Йорк 6 августа 1906 года на корабле из Гамбурга, Германия, откуда отправлялись многие эмигранты в США. С 1908 по 1915 год Трахтенберг учился в трех разных университетах, получив степень бакалавра в Тринити-колледже в Хартфорде, штат Коннектикут, в 1911 году, после чего получил степень магистра в области педагогики в Йельском университете (1912). Он продолжил обучение в области экономики в Йеле до 1915 года и защитил диссертацию по законодательству Пенсильвании в области техники безопасности шахтеров, но не получил докторскую степень. Диссертация Трахтенберга была принята к публикации Министерством труда США в 1917 году, но задержки в подготовке рукописи и бюджетные проблемы в Министерстве в конечном итоге помешали публикации. Трахтенберг, наконец, опубликовал свою рукопись через четверть века в International Publishers, где был соучредителем, под названием «История законодательства о защите шахтеров в Пенсильвании, 1824—1915» (англ. The History of Legislation for the Protection of Coal Miners in Pennsylvania, 1824—1915).
Трахтенберг был очень активен в студенческом движении, занимая пост главы Йельского отделения Межвузовского социалистического общества (англ. Intercollegiate Socialist Society (ISS)). Во время Первой мировой войны он занимал антимилитаристскую позицию с точки зрения социализма, а не пацифизма. В 1915 году он вступил в Университетскую лигу по борьбе с милитаризмом (англ. Collegiate Anti-Militarism League) в Колумбийском университете, служил в ней казначеем и участвовал в составлении антивоенной петиции президенту Вудро Вильсону после гибели Лузитании.
Трахтенберг оставил Йельский университет в 1915 году, поступив на работу администратором и преподавателем экономики и труда в Школе социальных наук Рэнда (англ. Rand School of Social Science), основанной Социалистической партией в Нью-Йорке. Трахтенберг руководил отделом исследований вопросов труда, который проводил исследования по заказам других организаций, собирал и публиковал статистику по вопросам труда, занятости и профсоюзной деятельности. Он редактировал различные публикации «Рэнд», в том числе первые четыре тома справочно-энциклопедического «Американского ежегодника труда» Рэнд-школы (англ. American Labor Year Book), а также вызвавший споры сборник антимилитаристской публицистики Социалистической партии «Американские социалисты и война» (англ. American Socialists and the War) (1917). Трахтенберг продолжал выступать против войны даже после вступления США в конфликт в апреле 1917 года.
В июне 1920 года Межнациональный профсоюз дамских портных (англ. International Ladies Garment Workers Union (ILGWU)) нанял Трахтенберга в качестве экономиста.

### Политическая карьера
Вплоть до русской революции 1917 года Трахтенберг примыкал к левому крылу Социалистической партии Америки (СПА). Восторженно встретил Февральскую революцию, подчеркивая ее демократический характер. Трахтенберг принял большевистский переворот, но не покинул Социалистическую партию летом 1919 года, когда началось коммунистическое движение в Америке. Вместо этого он остался в Соцпартии вместе с журналистом Дж. Луисом Энгдалем и молодежным лидером Уильямом Крузе, пытаясь привести организацию в соответствие с Коммунистическим Интернационалом.
Федеральное расследование деятельности Трахтенберга относится к периоду так называемых «рейдов Палмера» 1920 года, начавшихся после серии взрывов. В Бюро расследований (современное ФБР) был информатор Абрахам Гудман, который работал бухгалтером в компании Трахтенберга, Chatham Printing Co. Гудман сообщил в Бюро о том, что Трахтенберг напечатал листовку для Коммунистической рабочей партии (англ. Communist Labor Party) на украинском языке.
В 1921 году Трахтенберг, Крузе и Энгдаль участвовали в создании Комитета за Третий Интернационал (англ. Committee for the Third International) внутри Социалистической партии, который ненадолго выделился как независимая организация под названием Рабочий Совет (англ. Workers' Council). С апреля и по декабрь 1921 года Рабочий Совет издавал небольшой двухнедельный журнал The Workers' Council. Трахтенберг занимал пост председателя финансового комитета группы. Существовавшая в подполье Коммунистическая партия подвергалась давлению со стороны Коммунистического Интернационала, призывавшему к открытым выступлениям. В конце 1921 года Рабочий совет присоединился к Финской социалистической федерации (англ. Finnish Socialist Federation) и к коммунистам-подпольщикам, чтобы участвовать в создании новой, легальной политической партии — Рабочей партии Америки (англ. Workers Party of America, WPA).
На учредительном съезде Рабочей партии Америки в декабре 1921 года Трахтенберг был избран членом Центрального исполнительного комитета новой организации. На 2-м съезде декабря 1922 года Трахтенберг был переизбран на тот же пост. Трахтенберг был выбран делегатом Рабочей партии Америки на 4-м Всемирном конгрессе Коминтерна, проходившем в Москве осенью 1922 года. Официально присоединившись к коммунистическому движению, в 1922 году Трахтенберг ушел из Школы социальных наук Рэнда.
Во время ожесточенного внутрипартийного конфликта 1920-х годов Трахтенберг был сторонником нью-йоркской фракции, возглавляемой Джоном Пеппером, К. Е. Рутенбергом и Джеем Лавстоуном. Он был возвращен в состав Центрального исполнительного комитета 5-м съездом, который прошел в сентябре 1927 года и на котором Джей Лавстоун был избран исполнительным секретарем. На 6-м Национальном съезде в марте 1929 года, когда Бенджамин Гитлоу стал исполнительным секретарем, Трахтенберг был избран кандидатом в члены комитета.
В течение 1920-х годов Трахтенберг часто участвовал в выборах на различные государственные должности. В 1920 году он был кандидатом от Социалистической партии в Ассамблее штата Нью-Йорк по 12-му округу. В 1924 году Трахтенберг баллотировался в Конгресс США от Рабочей партии по 10-му округу Нью-Йорка и баллотировался в ту же должность от Коммунистической партии по 14-му округу Нью-Йорка в 1926, 1928 и 1930 годах, после краха фондового рынка.
Когда Уиттакер Чемберс рассказал Адольфу Берли о своем шпионаже в пользу СССР, он назвал Трахтенберга «главой ГПУ» в США.

### International Publishers
Трахтенберг руководил в партии деятельностью в сфере культуры, в частности издательской деятельностью и распространением материалов. В своих мемуарах Уиттакер Чемберс резюмировал карьеру Трахтенберга к 1952 году следующим образом: 
 Александр Трахтенберг, который, являясь главой International Publishers, был «культурным комиссаром» партии и имел под своим крылом [журнал] «New Masses» и клубы Джона Рида, а также, будучи старым большевиком (его называли бывшим офицером царской кавалерии и доктором философии Йельского университета, был членом Центральной контрольной комиссии. 
 Трахтенберг основал International Publishers в июне 1924 года. Издательство было учреждено 17 июля 1924 года, и Трахтенберг был совладельцем. Среди инвесторов был Авраам А. Хеллер, который вложил в течение первых 15 лет более 100 000 долларов. Третьим акционером была жена Хеллера Эдит, которая позже продала равные доли двум другим партнерам. 26 декабря 1924 года название фирмы изменилось с «International Publishers & Booksellers, Inc.» «International Publishers Co., Inc.» (то есть из названия ушло упоминание о книготорговле). Трахтенберг занимал в фирме различные должности: казначея, менеджера, редактора и руководителя отдела продаж.
International Publishers печатала произведения марксистско-ленинского толка. Трахтенберг получил поддержку Николая Дозенберга, руководителя отдела литературы Рабочей партии. Он также связался с Чарльзом Рутенбергом, тогдашним исполнительным секретарем партии, чтобы выразить свое намерение не конкурировать, а, наоборот, поддерживать собственные публикации партии. К политическим текстам в издательский портфель добавились литературные и академические произведения, которые нравились не только рабочему классу, но и многим прогрессивистам.
Исследователь Дэвид Линкоув охарактеризовал ассортимент литературы, выпускавшейся International Publishers при Трахтенберге, как «утилитарный, академический или недорогой», но иногда «иллюстрации усиливали пролетарские темы». Он отметил, что «цветные изображения появились на обложках книг, и иногда издатель добавлял фотографии интерьера или рисунки и иллюстрации таких художников, как Уильям Сигел, Уго Геллерт и Эстер Шемитц (будущая жена Уиттакера Чемберса)». Фирма также публиковала серию книг в твердом переплете (например, 37 томов «Марксистской библиотеки»; англ. Marxist Library), нацеливаясь на рынок библиотек и школ. Линкоув описал колофон: «отличительный логотип, изображающий прямолинейного человека труда без рубашки, схватившего негабаритную книгу, что подчеркивало важность книг и идей в классовой борьбе».
Валовый объем продаж International Publishers вырос с примерно 10 000 долларов в середине 1920-х годов до 75 000 долларов в конце 1930-х годов, во время Великой депрессии. Брошюры стоили до 1 доллара, книги до 3 долларов. Из оригинальных наименований, издававшихся Трахтенберго, около 80 % шло на экспорт, из числа которых 80 % поступало в Советский Союз. Внутри США продукция International Publishers продавалась в книжных магазинах, в университеты, библиотеки и школы. Более 50 % внутренних продаж приходились на Нью-Йорк.
Советский Союз разъяснил свою официальную позицию касательно обязанностей писателей в коммунистическом движении на Втором всемирном пленуме Международного бюро революционной литературы, проходившем в Харькове 6—15 ноября 1930 года. Коминтерн поручил Коммунистической партии Америки привлечь писателей в свои ряды для работы на революцию. Деятельность Клубов Джона Рида, созданных в 1929 году редакторами «New Masses», была перенаправлена на сообщество чернокожих рабочих.
Трахтенберг провел первое собрание недавно образованного Конгресса американских художников (англ. American Artists' Congress) в художественной мастерской Эйтаро Исигаки 18 мая 1935 года. Присутствовало около 20 художников. Эта группа, постепенно заменившая клуб Джона Рида и его многочисленные отделения по всей стране, действовала в рамках Народного фронта (англ. Popular Front), но была организована Компартией. Среди участников были Джозеф Фриман, Майк Голд и секретарь партии Эрл Браудер. Партия также организовала Лигу американских писателей, среди членов которой были Нельсон Алгрен, Лэнгстон Хьюз, Кеннет Берк и Эрскин Колдуэлл, Лилиан Хеллман, Дашил Хаммет, Фрэнк Фолсом, Луи Унтермейер, И. Ф. Стоун, Майра Пейдж, Миллен Брэнд и Артур Миллер 1 мая 1935 года Трахтенберг вступил в Лигу американских писателей (1935—1943). (Членами Лиги были в основном либо членами Коммунистической партии, либо попутчиками).
В условиях социальных потрясений и экономических бедствий миллионов людей во время Депрессии, многие находились в поисках альтернатив американскому капитализму.
Осенью 1935 года Трахтенберг сыграл ключевую роль в создании Книжного союза (англ. Book Union) — клуба покупателей радикальной литературы, основанного на подписной модели клуба «Книга месяца». Первым предложением Книжного союза была антология под названием «Пролетарская литература в Соединенных Штатах» (англ. Proletarian Literature in the United States), почти 400-страничная книга под редакцией Майклом Голдом, Гранвиллом Хиксом, Джозефом Нортом и др. Книжный союз взимал ежегодный взнос в размере 1 доллара со своих членов, которые получали ежемесячные рассылки по почте со скидкой, при этом члены обязывались купить 2 из 12 выбранных книг в течение года. После покупки четырех книг в год участники должны были получить бонус. Однако Книжный союз издательства International Publishers оказался не таким успешным, как аналогичный «Клуб левой книги», созданный Виктором Голланцем в Великобритании, и прекратил существование спустя несколько лет.

### Показания Комиссии Дайса
Трахтенберг был вызван повесткой в Комиссию Мартина Дайса и предстал перед ней 13 сентября 1939 года. Заявив о своей поддержке коммунистических идей, он рассказал о доходах, производстве и продажах своего издательства International Publishers. Он описал отношения фирмы с Коммунистической партией как «деловые». Тем не менее, Трахтенберг также входил в совет директоров «Workers Library Publishers» (1928—1945 гг., преобразовано в New Century Publishers), где публиковалась литература Компартии. Пожалуй, самым известным изданием издательства «Рабочая библиотека» была книга «Коммунистическая партия: руководство по организации» (The Communist Party: Manual of Organization, 1935) Дж. Питерса Исследования на основе документов из российских архивов, открытых после распада Советского Союза, показали либо прямое финансирование изданий со стороны СССР, либо косвенное финансирование через Компартию США.
В дополнение к показаниям об International Publishers, Трахтенберг также рассказал Конгрессу, что в течение 1930-х годов он был казначеем World Tourists, Inc. Это партийное туристическое агентство координировало туры американцев в Советский Союз. В рамках этой работы Трахтенберг подписывал все чеки, подготовленные Джейкобом Голосом. Теперь известно, что Голос в эти годы был тесно связан с секретной сетью советской внешней разведки в Америке. Трахтенберг сообщил Конгрессу, что он получал оплату от World Tourists только в течение одного годо (1936 или 1937).
В течение 1940-х годов ФБР продолжало следить за Трахтенбергом. Бюро внедрило своих информаторов в International Publishers.

### Преследования в эпоху маккартизма
В 1952 году, в годы деятельности Маккарти, Трахтенберг столкнулся с судебным преследованием в Федеральном суде, основанном на деятельности International Publishers, преподавании в школах, возглавляемых коммунистами, и предыдущих работах, в которых он выступал за коммунистическую революцию в США

В 1952 году International Publishers опубликовало две брошюры в поддержку Трахтенберга: Trial: The Case of Alexander Trachtenberg и Trachtenberg and Publisher on Trial: The Case of Alexander Trachtenberg, A Symposium. Среди участников симпозиума, по материалам которого составлена вторая брошюра, был Говард Фаст, автор сценария фильма «Спартак». Он писал о деле Трахтенберга: 
И человек, и книги, которые он публиковал, выставлены на суд… Книги… выходят за пределы самого человека… корпуск марксистско-ленинской литературе действительно преодолел границы нескольких стран… они доступны для американского народа, потому что этот человек не знал ни страха, ни пессимизма, и снова и снова преодолевал препятствия почти непреодолимые… Однажды история правильно оценит роль, сыгранную этими книгами.
2 февраля 1953 года Трахтенберг был осужден за нарушение закона Смита. При вынесении приговора он подверг критике избирательный анализ публикаций своей фирмы. Он отсидел три месяца в тюрьме. Приговор был отменен, когда правительственный платный свидетель Харви Матусоу отказался от своих показаний.
В 1956 году Трахтенберг был во второй раз осужден в федеральном суде и приговорен к одному году лишения свободы. В 1958 году Окружной апелляционный суд США отменил обвинительный приговор, основываясь на решении Верховного суда по делу «Йейтс против Соединенных Штатов».

### Поздние годы
В 1962 году Трахтенберг ушел на пенсию из International Publishers. Его преемник, Джеймс С. Аллен, продолжал переиздавать классику (например, трехтомник «Избранных сочинений Ленина» (англ. Lenin’s Selected Works), 1967; в серии «New World Paperbacks»). Фирма продолжала публиковать произведения Карла Маркса, Фридриха Энгельса и Ленина, но перестала издавать труды Николая Бухарина, Льва Троцкого и Иосифа Сталина. В 1975 году владельцем фирмы стал Лу Дискин.

### Кончина и наследие
16 декабря 1966 года Трахтенберг скончался в Нью-Йорке от инсульта. Его пережила жена, Розалинда Кон Трахтенберг. Детей у них не было.
На 2018 год International Publishers продолжало издательскую деятельность, будучи по-прежнему тесно связано с Компартией США и базируясь в Нью-Йорке.

## Труды

### Книги и брошюры
- American Socialists and the War: A Documentary History of the Attitude of the Socialist Party toward War and Militarism since the Outbreak of the Great War, New York: Rand School of Social Science, 1917.
- The American Labor Year Book, 1919—1920. Editor. New York: Rand School of Social Science, 1920.
- The American Labor Year Book, 1921—1922. Editor. New York: Rand School of Social Science, 1922.
- The Heritage of Gene Debs. New York: International Publishers, 1930.
- History of May Day. New York: International Pamphlets, 1947. (revised edition)
- The History of Legislation for the Protection of Coal Miners in Pennsylvania, 1824—1915. New York: International Publishers, 1942.
- The Lessons of the Paris Commune New York: International Publishers, 1934.

### Статьи
- «The Marx-Engels Institute», in The Liberator, Issue 13: November 1924, v. 5, no. 1 (1924)
- «1905 — The Rehearsal for 1917», in The Liberator, Issue 14: December 1925, v. 5, no. 2 (1925)
- «Marx, Engels and Lenin on the Paris Commune», in The Liberator, Issue 17: March 1926, v. 5, no. 5 (1926)
- «Marx, Lenin and the Commune», in Theoretical Magazine for the Discussion of Revolutionary Problems (Workers Party of America, 1928, volume vii, March 1928, number 3, edited by Bertram Wolfe)
- "Publishing Revolutionary Literature, " in American Writers’ Congress, edited by Henry Hart (1935)